# Red Sky at Morning
Red Sky at Morning (Brasil: Céu Vermelho ao Amanhecer ) é um filme estadunidense, de 1971, do gênero drama, dirigido por James Goldstone, roteirizado por Marguerite Roberts, baseado no livro de Richard Bradford, música de Billy Goldenberg.

## Sinopse
Segunda guerra mundial, Novo México, filho de oficial naval, em serviço, encontra nova vida, não da forma que costumava ter.

## Elenco
- Richard Thomas....... Joshua Arnold
- Catherine Burns....... Marcia Davidson
- Desi Arnaz Jr........ William 'Steenie' Stenopolous
- Richard Crenna....... Frank Arnold
- Claire Bloom....... Ann Arnold
- John Colicos....... Jimbob Buel
- Harry Guardino....... Romeo Bonino
- Strother Martin....... John Cloyd
- Nehemiah Persoff....... Amadeo Montoya
- Pepe Serna....... Chango Lopez
- Mario Aniov....... Lindo Velarde
- Victoria Racimo....... Viola Lopez
- Gregory Sierra....... Chamaco